# Бронзова епоха
Бронзовата епоха е исторически период, характеризиращ се с използването на бронза, а в някои региони и с протописменост, както и с първите прояви на градска цивилизация. Бронзовата епоха е вторият главен период в трипериодната система, предложена през XIX век от Кристиан Юргенсен Томсен за класифициране и изучаване на обществата от Древността.
Едно древно общество се определя като принадлежащо към бронзовата епоха, когато произвежда собствен бронз чрез топене на мед и сплавянето му с калай, арсен или други метали или когато се снабдява с бронз чрез вноса му от други области. Самият бронз е по-твърд и устойчив от другите метали, известни по това време, което дава технологично предимство на обществата на бронзовата епоха.
Медните и калаени руди са редки, както се вижда от отсъствието на калаен бронз в Западна Азия преди началото на бронзовата търговия през III хилядолетие пр. Хр. Като цяло по света бронзовата епоха следва новокаменната, като каменно-медната епоха служи за преход между двете. Макар че обикновено желязната епоха настъпва след бронзовата, в някои региони, като Субсахарска Африка, тя започва непосредствено след новокаменната.
Хронологическите рамки на бронзовата епоха в различни части на света варират в широки граници – нейното начало е между средата на IV хилядолетие и началото на II хилядолетие пр. Хр., а краят ѝ – между XII и IV век пр. Хр. Някои от културите на бронзовата епоха – тези в Месопотамия с клинописното писмо и в Египет с йероглифите – създават първите писмени системи, докато други не използват писменост.

## Обща периодизация на бронзовата епоха

### Ранна бронзова епоха
Границата, отделяща медната епоха от бронзовата е разпадът на Балкано-Карпатската металургична провинция (през първата половина на IV хилядолетие пр.н.е.) и формирането около 3500 – 3300 г. пр.н.е. на Циркумпонтийската металургична провинция. В границите на Циркумпонтийската металургична провинция, доминираща през ранната и средната бронзова епоха са открити и е започнала експлоатацията на медно-рудните центрове на Южен Кавказ, Анатолия, Балкано-Карпатския регион, Егейските острови. На запад от тях функционират планинските металургични центрове на Южните Алпи, Иберийския полуостров, Британските острови, а на юг и югоизток металообработващи култури са известни в Египет, Арабия, Иран и Афганистан, включително Пакистан.
Мястото и времето за откриване на начините за получаване на бронз не са известни. Може да се предполага, че бронзът е открит едновременно на няколко места. Най-ранните бронзови изделия с примеси на олово са открити в Иран и Ирак и датират от края на четвъртото хилядолетие преди новата ера. Има обаче свидетелства и за по-ранно откриване на бронз в Тайланд от V хил. пр.н.е. Изделия от бронз съдържащи примеси от арсен са се изработвали в Анатолия и от двете страни на Кавказ през III хил. пр.н.е. Някои бронзови изделия на майкопската култура датират още от IV хил. пр.н.е. Тези датировки са спорни, тъй като други анализи на Майкопската култура свидетелстват, че тези изделия са от III хил. пр.н.е.
В началото на бронзовата епоха се формират и активно започват да взаимодействат два блока от човешки общности в Евразия. Южно от централно планинския пояс (Саяно-Алтай – Памир и Тян Шан – Кавказ – Карпати – Алпи) се формират общества със сложна социална култура, стопанство основано на взаимодействието на земеделие и животновъдство, появата на градове, писменост и държавни образувания. На север, в Евразийските степи се формират войнстващи общества на номади скотовъдци.

### Средна бронзова епоха
При средната бронзова епоха (2600 – 1900 г. пр.н.е.) зоните заети от металодобивни култури се разширяват (предимно на север). Циркумпонтийската металургична провинция като цяло съхранява своята структура и продължава да бъде централна система на производствените металургични центрове на Евразия.

### Късна бронзова епоха
Началото на късната бронзова епоха бележи разпада на Циркумпонтийската металургична провинция на границата между III и II хил. пр.н.е. и формирането на цяла верига нови металургични провинции, отразяващи в различни степени най-важните черти на планинско-металургичното производство практикувано в централните огнища на Циркумпонтийската металургична провинция.
Сред металургичните провинции от късната бронзова епоха най-голяма е Евразийската степна металургична провинция (около 8 млн. кв. км), наследила традициите на Циркумпонтийската металургична провинция. На юг тя граничи с малките по площ, но отличаващи се с особено богатство и разнообразие на формите на изделията, а също и с характера на сплавите, Кавказка металургична провинция и Ирано-Афганска металургична провинция. От Саяно-Алтай до Индокитай се изграждат производствените центрове със сложната си по характера на формиране Източноазиатска металургична провинция. Разнообразните форми на висококачествени изделия на Европейската металургична провинция простираща се от Северните Балкани до Атлантическото крайбрежие на Европа са съсредоточени основно в богатите и многочислени съкровища. На юг тя граничи със Средиземноморската металургична провинция, съществено различаваща се от Европейската металургична провинция по начина на производство и формите на изделията.

## Регионална проява на бронзовата епоха
Целият период на бронзовата епоха се характеризира с широко използване на бронза, но мястото и времето на въвеждане и развитие на технологията на бронза се различават значително в различните части на света. Технологията на изкуствения калаен бронз изисква цял кръг от производствени процеси. Калаят трябва да бъде добит, главно във вид на рудата каситерит, и претопен самостоятелно, след което да се добави към разтопената мед, за да се получи бронзова сплав. Бронзовата епоха е време на активно използване на металите и на развитие на търговските мрежи.
Според някои източници най-ранното свидетелство за използване на калаен бронз е от неолитната Винчанска култура на Балканите в средата на V хилядолетие пр. Хр., но датировката на тези находки е спорна. Майкопската култура в Северен Кавказ използва арсенов бронз в средата на IV хилядолетие пр. Хр., но Предна Азия се смята за мястото, откъдето започването масовото използване на технологията на бронза.

### Близък Изток
Западна Азия и Близкият Изток са първият регион, в който настъпва бронзовата епоха. Това става с възхода на месопотамската цивилизация на Шумер в средата на IV хилядолетие пр. Хр. Културите в Древния Близък Изток, често наричан една от люлките на цивилизацията, практикуват интензивно целогодишно земеделие, развиват писменост, изобретяват грънчарското колело, създават централизирано управление, писмени закони, стопанска и гражданска администрация, градски и национални държави, империи, изграждат амбициозни строежи, за пръв път в историята създават социално разслоение и робство и практикуват организирано военно дело, медицина и религия. Обществата в региона поставят началото на астрономията, математиката и астрологията.
В историографията и археологията бронзовата епоха в Близкия Изток има добре установена триделна периодизация:
Ранна бронзова епоха (РБЕ)
3300 – 2100 пр. Хр.
3300 – 3000: РБЕ I
3000 – 2700: РБЕ II
2700 – 2200: РБЕ III
2200 – 2100: РБЕ IV
Средна бронзова епоха (СБЕ)
2100 – 1550 пр. Хр.
2100 – 2000: СБЕ I
2000 – 1750: СБЕ II A
1750 – 1650: СБЕ II B
1650 – 1550: СБЕ II C
Късна бронзова епоха (КБЕ)
1550 – 1200 пр. Хр.
1550 – 1400: КБЕ I
1400 – 1300: КБЕ II A
1300 – 1200: КБЕ II B (Бронзов колапс)
Ранната бронзова епоха е характерна с появата на урбанизация и възникването на градове-държави, както и с появяването на писмеността (Урук, IV хилядолетие пр.н.е.). По време на средната бронзова епоха е установено силно прегрупиране в региона – (аморити, хети, хурити, хиксоси и навярно евреи).
През късната бронзова епоха доминира конкуренция между могъщите държави в региона и техните васали (Древен Египет, Асирия, Вавилон, хети, митанийци). Широки контакти се осъществяват с егейската цивилизация на ахейците, при които медта играе важна роля. Бронзовата епоха в Близкия изток завършва с историческо явление, което в средите на професионалните изследователи е прието да се нарича бронзов колапс. Тези събития имат отражение в цялото Източно Средиземноморие и Близкия изток.
Желязото се появява в Близкия изток и Анатолия едва през късната бронзова епоха. Настъпването на желязната епоха се свързва най-вече с политически промени, а не толкова с пробив в металургията.

#### Месопотамия
Подобно на Египет в Месопотамия вече е развита една висша култура − от около 3500 г. пр.н.е. − със земеделие, писменост, градостроителство и организирана държавност, преди да дойде новият материал бронз към разпространения вече мед. Необходимият калай за производството на бронз вероятно се внася от съседните региони в Западен Иран и Узбекистан. Употребата на бронз се налага в по-големи размери едва през II хил. пр. Хр. В предния Ориент най-късно около 1000 г. пр.н.е. бронзът е заменен от желязото като по-подходящ материал.

#### Египет
В Египет медта е известна от около 4000 г. пр.н.е. доказано в културата Бадари, към която от началото винаги са добавяли част арсен. Следващото хилядолетие в Горен Египет е доминирано от Накадската култура, а в Долен Египет от културата Маади. Двете култури принадлежат към медната епоха. Бронзовата епоха започва малко след появяването на египетската държава, малко преди 2700 г. пр.н.е. Първият истински бронз (мед и 7 – 9% калай) е намерен в съдове в гроба на фараон Хасехемуи. Старото царство (около 3000 – 2200 г. пр.н.е.) се определя като ранна бронзова епоха, Средното царство (около 2000 – 1650 г. пр.н.е.) като средна бронзова епоха и Новото царство (около 1550 – 1070 г. пр.н.е.) като късна бронзова епоха. Поради недостиг на суровини в Египет почти всички бронзови предмети се внасят. Каменни инструменти се употребяват и по-нататък през цялата епоха.

#### Южна Арабия
Предисторията на Южна Арабия е малко проучвана. Вероятно металната технология е внесена тук от Палестина. Желязната епоха тук започва през I хил. пр. Хр. с появяването на една висша култура. До около 3200 г. пр.н.е. тук се живеело вероятно по номадски. След това се появяват селища, керамика и обработка на земята.
Времето на въвеждането на бронза е още недоказано, мед и медни легировки са със сигурност доказани от около 2500 г. пр.н.е.

#### Палестина
Бронзовата епоха в Палестина започва около 3300 г. пр.н.е..
Предшествана е от каменно-медната епоха с висок стандарт на металната обработка (Nachal Mischmar). Бронзовата епоха в Палестина се отличава с появата на градове-държави. Палестина се намира между високоразвитите култури на Египет, Сирия и Месопотамия и е силно повлияна от тях като съседна страна.
С ранната бронзова епоха (ок. 3300 – 2000 г. пр.н.е.) много села са изоставени и се създават нови селища, които до голяма степен вече имат градски характер. Много от тях са силно укрепени, което показва, че са настъпили военни времена. Грънчарството вече е високотехнологично. Керамиката е отчасти рисувана. От този период са запазени само малко метални артефакти, на които към медта не е добавян калай и така не е произвеждан още истински бронз. Мъртвите са погребвани директно в издълбани в скалата масови гробове. Страната е организирана от градове-държави. Има множество доказателства за обширна търговия, макар че съседите египтяни рано започват да заобикалят Палестина по морски път, за да стигнат до Библос и Сирия. От 2400 до 2000 г. пр.н.е. в Палестина почти не се намират археологически находки.
От 2000 г. пр.н.е. започва средната бронзова епоха. В началото на тази епоха населението живее по номадски. От 1800 г. пр.н.е. отново възникват множество градове. Търговията с Египет процъфтява. В Йерихон са открити множество добре запазени гробове от това време, в които са намерени преди всичко дървени предмети като мебели и паници. На други места са намерени златни украшения. Находките от бронзови оръжия показват, че се е произвеждал вече истински бронз.
От 1550 г. пр.н.е. Палестина е завладяна от Египет, което означава започването на късната бронзова епоха в страната. Градовете-държави продължават да съществуват и с появата на писмеността регионът бележи значителен напредък.

### Мала Азия
Бронзовата епоха настъпва в Мала Азия в средата на III хилядолетие пр. Хр. За разлика от земеделските цивилизации на относително гъсто населените Месопотамия и Египет, тук има местни суровини за производството на бронза и самият им добив дава тласък на стопанското и обществено развитие. Хатите започват да произвеждат метални изделия и търгуват активно с Шумер, а след това попадат под влиянието на Акадската империя. Археологичните свидетелства сочат и за хатско влияние върху Минойската цивилизация на остров Крит.
В началото на II хилядолетие пр. Хр. хатите в Мала Азия са изместени от хетите, индоевропейски народ, който създава своя централизирана държава и в зенита си през XIV век пр. Хр. поставя под своя власт централна Мала Азия, югозападна Сирия до Угарит и горна Месопотамия. Хетското царство е унищожено по времето на Бронзовия колапс, но хетски държави съществуват и по-късно, през желязната епоха.
През бронзовата епоха в западната част на Мала Азия съществуват и други държавни образувания, като Арзава и Асува, сведенията за които са ограничени.

#### Кипър
Бронзовата епоха в Кипър започва около 2600 г. пр.н.е. Тук имало големи залежи от мед. Не е ясно дали островът е наречен на думата „купфер“ (мед) или обратно.
С началото на средната бронзова епоха (ок. 1900 – 1650 г. пр.н.е.) са доказани множество контакти с другите средиземноморски култури. Кипър (като Alaschia) е споменаван в клинописни надписи. През края на периода се водят войни. Често се намират оръжия и селищата са силно укрепени. Това вероятно е свързано с политически неспокойствия в Сирия и Мала Азия. Търговията с Египет и Палестина силно се увеличава. Кипър става износител на мед и малки шишета, които вероятно са съдържали луксозни мазила. През късната бронзова епоха (ок. 1650 – 1050 г. пр.н.е.) се създават градове и една азбука.

### Европа

#### Ранен период
През III хил. пр.н.е. на Крит се развиват множество селища като средище на ръчното производство и търговията. Минойската култура се разпространява и на територията на днешна континентална Гърция. Там независимо от нея процъфтява микенската култура. Появява се икономически доминиращо висше общество, което с течение на времето получава монархически владетелски статут.
На островната група на Цикладите в южната част на Егейско море бронзовата епоха започва с еладския период (Helladikum) на цикладската култура.
В западното егейско крайбрежие на Мала Азия раннобронзовата епоха на фазата Троя I (около 2800 г. пр.н.е.) се определя като ранна бронзова епоха. Условното наименование на сходните култури от бронзовата епоха (около 3000 – 1200 гг. пр.н.е.) в ареала е Западноанатолийска цивилизация.

#### Средно- и северноевропейска бронзова епоха
Бронзовата епоха пристига късно в Средна и Северна Европа – около 2200 г. пр.н.е.
Разкопките показват, че през 1700 – 500 г. пр.н.е. на Скандинавския полуостров е имало поселища. Поради излаза на море, не може с точност да се определи откъде идват населилите я народи. Не се знаят и точните граници между териториите на племената. Според проф. Финдайзен, по това време се обединяват племената на свеите. В Хагахьоген в Упланд има надгробна могила, вероятно построена за някой владетел около 1000 г. пр.н.е.

#### Бронзова епоха в България
Бронзовата епоха в България съвпада с III и II хил. пр. Хр. В много селищни могили от новокаменната или каменно-медната епоха най-горните културни пластове илюстрират само първите фази на бронзовата култура, а не нейното последващо развитие, което показва, че носителите на тази култура след един сравнително къс период на живот на едно място напускат старите обиталища и се заселват на нови места. Така е например в Караново, където Караново VII представлява първата фаза на една нова бронзова култура, но нейното продължение не се открива в същото селище. В Казанлък бронзовата култура е след хиатус върху развалините на неолитно селище от типа Караново I-III.
Особено значение за праисторията на балканските земи имат условно наречените наколни селища, открити в дълбоките слоеве на Варненското езеро.
Най-важните данни, които притежаваме за културата на бронза, са почерпени от изследването на някои селищни могили – Дипсизката могила при с. Езеро, Новозагорско, могилите в Казанлък, в с. Биково, Старозагорско, в Свети Кирилово, Веселиново и Михалич, Свиленградско, Разкопаница и Юнаците, Пловдивско. В Циганската могила в Нова Загора бронзовата култура е засвидетелствала пряко продължение на ранния бронз в Дипсизката могила в нейните средни фази, като продължава развитието на културата до ранножелязната епоха. Особено интересна група находища от бронзовата епоха има в Северозападна България. Най-важно от тях е селището при с. Балей на р. Тимок.
Появата на бронзовата култура в България се свързва с най-стария културен пласт на Троя. В селището при с. Езеро бронзовата култура е представена в минимум 13 жилищни хоризонта (някои автори са склонни да смятат, че хоризонтите са 15 – 16) в пласт, дебел 3,5 м, първите хоризонти от който най-вероятно датират във времето преди Троя I-IV хоризонт.
Керамиката през бронзовата епоха в България изглежда се изработвала на специални плоски глинени кръгове, останки от които говорят за зачатъци на техниката на колелото. Явяват се типични за бронзовата епоха чаши с обърнат навън ръб на устието, с или без дръжки, т.нар. чаши тип „Свети Кирилово“. Освен такива чаши в западната част на Горнотракийската низина се появяват друг тип остродънни чаши, наречени чаши тип „Юнаците“ (наречени по епонимния обект). Интересното при тези чаши е, това че с острото си дъно те не могат да стоят на него, оттук някои учени изказват теорията, че те са за пиене на вино „на екс“. Дълбоки делви с цилиндрични шии и малки дръжчици, кани с една дръжка и косо отрязано устие и подобни съдове се срещат масово в ранната и средната фаза на бронзовата епоха.
Типични за бронзовата епоха са съдове с дръжки, наподобяващи животински фигури, много обобщени като обем и стилизирани в духа на изкуството на епохата, но със своеобразна геометрична изразителност. Дръжките не възпроизвеждат определен вид животно, а животно въобще.
По отношение на погребалните обреди през бронзовата епоха за първи път на територията на България се появяват могилни гробове.
Късната бронзова епоха (1650 – 1200 г. пр. Хр.), както във Варненско, така и почти в цялата страна, показва ново разместване на населението. Миграционни процеси и нови контакти са засвидетелствани през ХIII-ХII век пр. Хр. чрез колективни находки от сърпове при Суворово, бронзови сечива. Е
Със започването на желязната епоха етническите процеси вече приемат познатия от историята облик. Траките вече трайно са настанени по нашите земи. Започва и гръцката колонизация. Траки и колонисти активно си съжителстват. Проучени са много тракийски некрополи, които чрез находките показват и връзките с древна Гърция и своето самостоятелно развитие.

#### Други европейски култури от бронзовата епоха
- Култура Адлерберг
- Култура Aunjetitzer (Унетицка култура)
- Андроновска култура и камера гробна култура (Югоизточна и Източна Европа)
- Бонанаро култура (Сардиния)
- Ел Аргар култура (Испания)
- Надгробни могили (средна бронзова епоха в Средна Европа)
- Култура Нурага (Сардиния)
- Култура Лаузитц
- Зингенска група, Зингенска култура
- Щраубингска култура
- Срубна култура (Югоизточна Европа, Западна Азия)
- Култура Талайот (Балеарски острови)
- Култура Терамаре (Северна Италия)
- Култура Торе (Корсика)
- Култура Ворлаузитц
- Култура Уесекс

### Бронзовата епоха в степния пояс
Курганната хипотеза се отнася към къснобронзовото разделяне на единната преди това прото-индоевропейска цивилизация населяваща причерноморските степи. В различните индоевропейски езици бронзът произлиза от общ корен. Мария Гимбутас и последователите ѝ свързват с протоиндоевропейците такива култури от ранната бронзова епоха като катакомбната културно-историческа общност и ямната култура.
В началото на II хил. пр.н.е. започва разпространение на индоевропейските племена на изток и на запад. Андроновската култура свързвана с индоиранците заема обширни части от пространствата на Централна Евразия (вж. Синтаща, Аркаим). Залог за успеха на разпространението на индоевропейците става наличието на новаторски технологии за онова време като колесницата и меча.
Индоевропейските пришълци от запад повлияват на културата от бронзовата епоха в Южен Сибир – най-вече на карасукската и тагарската култури. Находки на идентично оръжие на разстояние от хиляди километри позволява на археолозите да предположат, че над туземните народи от степния пояс на Евразия от XVI век пр.н.е. господства някакъв подвижен конен елит.